# Pejawaran (plaats)
Pejawaran is een bestuurslaag in het regentschap Banjarnegara van de provincie Midden-Java, Indonesië. Pejawaran telt 3798 inwoners (volkstelling 2010).